# 金泰相
金泰相（韓語：김태상，1996年12月30日—，游戏ID：Doinb），是一位韩国英雄联盟职业运动员，2021年到2022年在英雄联盟职业联赛（LPL）LNG电子竞技俱乐部擔任中单选手。Doinb在LPL效力期间获得了2017年，2019年和2021年常规赛MVP，是LPL历史上第一个三次获得MVP的选手。Doinb在2018年至2021年效力于FPX电子竞技俱乐部，在2019年LPL夏季赛中，FPX以3:1击败RNG获得夏季赛冠军；2019年10月17日，FPX在英雄联盟2019赛季全球总决赛的小组赛中获得5胜2败的战绩，以小组第一的成绩出线并且晋级四分之一决赛；2019年10月26日，FPX以3:1击败FNC晋级英雄联盟2019赛季全球总决赛的半决赛；2019年11月2日，FPX以3:1的成绩击败英雄联盟2018赛季全球总决赛的冠军IG电子竞技俱乐部；FPX2019年11月10日，FPX在英雄联盟2019赛季全球总决赛的决赛中以3:0横扫G2电子竞技俱乐部，赢得了建队以来第一个世界冠军。

## 职业生涯

### 2015年
Doinb在2015年开始了他的职业生涯，当时他作为韩服高分路人王被QG Reapers选中。在德玛西亚杯上，尽管QG Reapers是一支LSPL（LPL二级联赛）战队，但他们表现出色，获得了季军。在2015年LSPL春季赛决赛夺冠后，Doinb获得了他的第一个冠军头衔，并且队伍获得了进入LPL的资格。在夏季赛季后赛中，QG Reapers在半决赛击败了iG，但在决赛中输给了LGD获得了亚军。Doinb和QG在2015年3月的IEM第十三季-卡托维兹杯中获得亚军，结束了本赛季。

### 2016年
在2016年LPL春季赛季后赛中，Doinb和QG在季军赛决胜局比赛中被WE击败，排名第四。2016年5月，QG Reapers更名为Newbee，Doinb因为与打野Swift的矛盾而被转到Newbee Young（NB.Y，LSPL中Newbee的青训队），当时称为“中野恩断义绝”。2016年在LSPL夏季赛决赛中，NB.Y以3比2击败了Young Miracles（YM），获得了进入LPL的资格，Doinb赢得了他的第二个LSPL冠军。因为LPL规定同一战队不允许同时拥有两个名额，所以新队伍更名为QG Reapers。

### 2017年
QG Reaper在2017年LPL春季常规赛中排名第三。然而，他们在季后赛第一轮中被WE以2:3击败。同年4月，Doinb获得了2017年LPL春季赛MVP。在夏季赛之前，QG Reapers被京东收购，更名为JD Gaming（JDG），但Doinb仍然在队伍大名单上。在德玛西亚杯的第一场比赛中，JDG输给了LGD，排名第9-12位。在夏季赛上JDG以6胜11负的战绩结束后，未能进入季后赛。在2017年全国电子竞技锦标赛（NEST）总决赛中，JDG输给了iG，获得亚军。2017年12月，Doinb加入了RW，与司马老贼（Smlz）组成双C。在2017年德玛西亚杯上，RW以1比2输给了iG。

### 2018年
Doinb和RW以及RNG，EDG和iG共同参加了2018年英雄联盟洲际系列赛，决赛为LPL赛区对阵LCK赛区。前三局除RNG获胜外，iG和EDG都输给了对手，在LPL赛区1:2落后的情况下，Doinb在第四局生死战中拿出了克烈中单并率领队伍取得胜利，获胜后Doinb振臂高呼“LPL NO.1!”。最后RNG赢下了决胜局，为LPL赢得了洲际赛冠军。2018年12月，Doinb转会到了FPX担任中单位。

### 2019年
在春季赛中，Doinb和FPX以13胜2负的战绩排名常规赛第一。但在半决赛中，他们输给了JDG，在与TOP的季军赛中战胜了对手获得季军。由于Doinb在2019年LPL春季赛上优异的表现，Doinb再次获得了常规赛MVP。在2019年洲际赛上，LPL赛区虽最终不敌LCK赛区，但Doinb在决赛中使用的潘森中单再次吸引了观众的眼球。
在夏季赛中，FPX再次获得了常规赛第一名的成绩，并自动晋级半决赛。在半决赛中，他们以3比1击败了BLG，进入了决赛并提前以LPL1号种子的身份晋级英雄联盟2019赛季全球总决赛的资格，因为在夏季赛决赛中，任何结果都不影响他们获得世界赛的资格（即如果决赛胜利，FPX成为1号种子；如果输了，他们也将获得足够的积分从而晋级世界赛）。在决赛中，FPX以3:1的比分击败三届冠军RNG，获得了他们的第一个LPL冠军头衔。
在英雄联盟2019赛季全球总决赛的小组赛中，FPX与Splyce、J Team和GAM Esports一起分在了B组。在小组赛一二名的附加赛中，FPX击败了Splyce，以小组第1进入了八强，并在抽签中抽中上届亚军Fnatic。在四分之一决赛中，FPX3:1战胜对手；在半决赛中，他们击败了同样来自LPL的卫冕冠军iG，晋级决赛。在决赛上，FPX直落三局，3:0击败LEC1号种子G2，第一次进入世界赛就获得了冠军，同样也是LPL的第二个世界冠军。FPX打野Tian获得了FMVP。赛后，Doinb透露可能会选择疾风剑豪亚索（世界赛上并未使用）、符文法师瑞兹或熔岩巨兽墨菲特的冠军皮肤。
2019年11月，在海南举办的第一届LPL全明星周末颁奖典礼上，Doinb获得了“年度最佳外援”和“年度MVP”两项大奖，成为最大赢家，同时也入选了最佳阵容。同月，Doinb和Tian作为拳头直邀选手，与网友投票选出的TheShy以及Uzi一同代表LPL赛区参加在美国拉斯维加斯举办的LOL全明星赛。
2019年12月12日，英雄联盟赛事官方微博发布公告，宣布Doinb正式成为LPL赛区选手，他也是第一位成为LPL赛区选手的外国人，正式成为“国产中单”。

### 2020年
由于新型冠状病毒疫情影响，LPL在第二周改为线上比赛。2020年3月13日，在FPX对阵DMO的比赛中，Doinb使用了卡萨丁，斩获了两次四杀并且获得了当场MVP。3月17日，在FPX对阵WE的比赛中，Doinb又一次使用了卡萨丁并且获得了五杀。

### 2021年
FPX在英雄联盟2021赛季全球总决赛中成绩不佳，未能小组出线。2021年11月22日，FPX俱乐部宣布，Doinb选手正式离队。12月10日，LNG电子竞技俱乐部宣布，Doinb加盟队伍担任新赛季的中单。

## 争议
2015年，QG Reapers以LSPL冠军的身份升入了LPL。Doinb和Swift分别作为队内的中单和打野，并在同年获得了LPL亚军。2016年，QG Reapers被中國知名電競俱樂部newbee收購，同時LPL名将Uzi从OMG转会到Newbee，Newbee成为了LPL冠军的有力竞争者。然而，在夏季赛的中期，Doinb和Swift之间发生了冲突。Swift说Doinb直播太吵，Doinb说Swift是一个干扰教练组决定的“恶霸”。后来，Swift拒绝和Doinb比赛，队内管理层决定保下Swift，弃用Doinb，Doinb在微博上抱怨，因此被LPL官方调查并暂时禁赛。4月18日，在季后赛Newbee对阵EDG的半决赛中，中单Mortred手部受伤无法上场，而此时Doinb被禁赛，故没有来到赛场，Newbee曾试图紧急抽调另一位替补选手Dade但未果，这导致了Newbee在19点比赛的时候没有中单位，最终被直接判负。这成为了历史上最快的一局BO5比赛，史称“一分钟BO5”事件。Doinb和Swift之间的冲突最终以管理层支持Swift而告终，而後QG Reapers購買了次級聯賽Lspl的一個戰隊名額，Doinb亦跟隨了QG再次征戰LSPL。
在英雄联盟2019赛季全球总决赛上，FPX在1/4决赛面对Fnatic并以3:1的比分淘汰对手。但在赛后，Fnatic中单Nemesis对Doinb发出了不良言论，Nemesis在直播中说：“Doinb比Faker强吗？我认为Doinb可能是本次世界赛上最差的中单之一。”（"I think DoinB in my opinion is one of the worst mids at the tournament (League of Legends World Championship 2019)"）

## 个人生活
作为长期在中国战队效力的韩国选手，Doinb的中文非常流利，有媒体形容他“中文说得比韩文还溜”。
Doinb和糖小幽在2019年2月2日领证结婚，他在18岁时第一次见到20岁的糖小幽，此时Doinb还是一名LPL的新人。当时，糖小幽是一名职业玩家，也是在线格斗游戏地下城与勇士（Dungeon Fighter online）的官方解说。Doinb与糖小幽的关系始于2015年，但他们直到2016年才开始恋情。在Doinb22岁生日时，他向糖小幽求婚，得到了同意。2022年9月，Doinb於微博上曬出超声波照片，喜為人父。

## 比赛数据
| 赛季                 | 参赛场次 | 击杀 | 助攻 | 死亡 | KDA | 场均金钱 | 场均参团率（%） | 场均补刀 | MVP次数 |
| -------------------- | -------- | ---- | ---- | ---- | --- | -------- | --------------- | -------- | ------- |
| 2016LPL春季赛常规赛  | 28       | 109  | 209  | 74   | 4.2 | 13783    | 69.8            | 296      | 0       |
| 2016LSPL夏季赛常规赛 | 28       | 108  | 200  | 71   | 4.3 | 15011    | 73              | 312      | 3       |
| 2017LPL春季赛常规赛  | 38       | 137  | 247  | 102  | 3.7 | 14652    | 78.1            | 310      | 12      |
| 2017LPL夏季赛常规赛  | 38       | 130  | 207  | 97   | 3.4 | 14126    | 76.3            | 314      | 11      |
| 2018LPL春季赛常规赛  | 42       | 99   | 285  | 89   | 4.3 | 13827    | 75.9            | 317      | 6       |
| 2018LPL夏季赛常规赛  | 46       | 172  | 275  | 113  | 3.9 | 14159    | 70.7            | 318      | 15      |
| 2019LPL春季赛常规赛  | 37       | 139  | 244  | 72   | 5.3 | 13854    | 73.7            | 294      | 10      |
| 2019LPL夏季赛常规赛  | 33       | 147  | 260  | 75   | 5.4 | 13356    | 64.6            | 263      | 5       |
| 2020LPL春季赛常规赛  | 40       | 175  | 273  | 79   | 5.6 | 13414    | 72.6            | 268      | 13      |
| 2020LPL夏季赛常规赛  | 41       | 144  | 290  | 107  | 4.0 | 13178    | 77.1            | 273      | 7       |
| 2021LPL春季赛常规赛  | 35       | 112  | 275  | 74   | 5.2 | 12159    | 69.4            | 248      | 3       |
| 2021LPL夏季赛常规赛  | 32       | 148  | 213  | 58   | 6.2 | 13283    | 72.8            | 268      | 11      |

数据来源：

## 成就

### QG Reapers
- 季军 — 2015德玛西亚杯
- 冠军 — 2015LSPL春季赛
- 亚军 — 英雄联盟职业联赛2015年夏季赛
- 殿军 — 英雄联盟职业联赛2016年春季赛

### Newbee
- 冠军 — 2016LSPL夏季赛
- 5-8名 — 英雄联盟职业联赛2017年春季赛

### JD Gaming
- 亚军 — 2017NEST全国电子竞技大赛

### Rogue Warriors
- 冠军 — 2018洲际对抗赛

### FunPlus Phoenix
- 季军 — 英雄联盟职业联赛2019年春季赛
- 冠军 — 英雄联盟职业联赛2019年夏季赛
- 亚军 — 2019洲际对抗赛
- 冠军 — 英雄联盟2019赛季全球总决赛
- 季军 — 英雄联盟职业联赛2020年春季赛
- 亚军 — 2020年英雄联盟季中杯
- 亚军 — 英雄联盟职业联赛2021年春季赛
- 亚军 — 英雄联盟职业联赛2021年夏季赛

## 个人荣誉
- 2015英雄联盟职业联赛最佳新人
- 2017英雄联盟职业联赛春季赛常规赛MVP
- 2018英雄联盟职业联赛春季赛常规赛MVP第二名
- 2019英雄联盟职业联赛春季赛常规赛MVP
- 2020英雄联盟职业联赛春季赛常规赛MVP第二名
- 第16位英雄联盟职业联赛1000杀先生（2019.02）[33]
- 第一位在英雄联盟职业联赛征战300场的韩国人（2019.03）
- 2019英雄联盟职业联赛年度最佳中单
- 2019英雄联盟职业联赛年度最佳外援
- 2019英雄联盟职业联赛年度MVP
- 2019英雄联盟职业联赛年度最佳阵容
- 2020英雄联盟职业联赛春季赛最佳阵容一阵
- 2021英雄联盟职业联赛夏季赛常规赛MVP
- 2021英雄联盟职业联赛夏季赛最佳阵容一阵